# Time Inc.
Time Inc. war ein US-amerikanisches Medienunternehmen mit Hauptsitz in New York City, das zum Time-Warner-Konzern gehörte.

## Geschichte
Time Inc. wurde am 28. November 1922 von den beiden Studienfreunden Henry Luce und Briton Hadden gegründet.
Nach dem Aufkauf von Little, Brown and Company 1968 betätigte Time Inc. sich zeitweise auch als Buchverlag. Zu den Verlagsprodukten gehörte das 1961 geschaffene populäre Label Time Life, das bis 2003 zur Time-Warner-Gruppe gehörte. Die Buchsparte wurde 1996 mit Warner Books zur Time Warner Book Group verschmolzen. 2006 wurde sie an die französische Groupe Lagardère verkauft und firmiert seither unter Hachette Book Group.
Im Jahr 1989 fusionierte Time Inc. mit Warner Communications zu Time Warner.
Am 9. Juni 2014 wurde Time Inc. wieder von Time Warner abgespalten und als eigenständige Gesellschaft an die New York Stock Exchange gebracht, was faktisch die Fusion von 1989 rückgängig machte.
Im Januar 2016 übernahm Time Inc. das Marktforschungsunternehmen Bizrate Insights.

### Übernahme durch Meredith und anschließende Auflösung
Obwohl sich der Vorstand der Time Inc. noch im April 2017 gegen den Verkauf des Unternehmens ausgesprochen hatte, gab die Meredith Corporation am 26. November 2017 eine Vereinbarung zur Übernahme von Time Inc. für 2,8 Milliarden US-Dollar bekannt. Die vom Fonds Koch Equity Development der Gebrüder Charles G. Koch und David H. Koch finanziell unterstützte Transaktion wurde am 31. Januar 2018 abgeschlossen. Meredith erklärte, nur die zum eigenen Kerngeschäft zählenden Lifestyle- und Entertainment-Titel der ehemaligen Time Inc. in den USA zu behalten und die übrigen Zeitschriften Time, Fortune, Money und Sports Illustrated sowie weitere Fachzeitschriften mitsamt der internationalen Aktivitäten abzustoßen. Dies bedeutete die Zerschlagung des Konzerns und den Verkauf der einzelnen Titel an neue Eigentümer:
- Im Januar 2018 wurde das Lifestyle-Magazin Essence, welches sich an afroamerikanische Frauen richtet, an den liberianischstämmigen Richelieu Dennis, Gründer eines Haarpflegeunternehmens, verkauft.[7]
- Das Golf Magazine wurde im Februar 2018 für etwa 15 Millionen US-Dollar an den Banker Howard Milstein verkauft.[8]
- Die Aktivitäten der Time Inc. im Vereinigten Königreich mit 50 Titeln (u. a. Marie Claire und Country Life) wurden im Februar 2018 an den Finanzinvestor Epiris für 168 Millionen US-Dollar[9] verkauft.[10]
- Die Time wurde im September 2018 an Marc Benioff, Gründer des Softwareunternehmens Salesforce, und seine Frau Lynne Benioff für 190 Millionen US-Dollar verkauft.[11]
- Fortune wurde im November 2018 an den thailändischen Unternehmer Chatchaval Jiaravanon für 150 Millionen US-Dollar verkauft.[12]

## Portfolio
Time Inc. verlegte über hundert Zeitschriften, darunter einige der bekanntesten der Vereinigten Staaten. Zu den Erzeugnissen des Verlags zählten unter anderem die Magazine Time, Sports Illustrated, Fortune, People, Entertainment Weekly und Money. Time Inc. war damit der größte Verleger in den USA und gehörte zu den Branchenführern in Großbritannien und Mexiko. Den Marktanteil des Unternehmens an Werbung in Magazinen innerhalb der USA bezifferte das Marktforschungsunternehmen comScore für April 2010 auf 21 %. Zu Time Inc. gehörte das britische Unternehmen IPC Media, das wiederum Magazine wie New Musical Express oder Marie Claire herausgibt.